# Білок у харчуванні

Амінокислоти є будівельними блоками білка.

При споживанні білка (білків) в складі їжі, молекули білка руйнуються в травній системі у процесі травлення під дією кислого (у шлунку) та лужного (в стравоході та кишечнику) середовища та протеолітичними ферментами (протеазами) на пептиди та амінокислоти, що всмоктуються клітинами кишечника та використовуються організмом. Білок в харчуванні перш за все важливий як джерело незамінних амінокислот, які тваринний організм не може безпосередньо синтезувати. Крім того, білок їжі є важливим джерелом азоту. Білки, подібно вуглеводам, містять 4 ккал на грам (тоді як жири містять 9 ккал, а спирти 7 ккал на грам). Білки можуть бути перетворені на вуглеводи або жири в результаті метаболічних процесів організму.

## Фізіологія

### Травлення і метаболізм амінокислот
Білки надходять в організм разом з їжею й служать основним джерелом амінокислот. Травлення починається з кислотної денатурації білків у шлунку — необхідної стадії для кулінарної неопрацьованої їжі. Денатуровані білки стають субстратом для протеаз, спочатку в шлунку, а потім у слаболужньому середовищі тонкої кишки. Продукти протеазного розщеплення — короткі пептиди й амінокислоти усмоктуються ентероцитами, розташованими в епітелії тонкої кишки. Основним транспортером ди- і трипептидів служить мембранний білок Pept1, через який проходить 65—80 % усіх усмоктуваних людиною амінокислот, інші 20—35 % амінокислот всмоктуються ентероцитами за допомогою набору амінокислотних транспортерів різної специфічності. Увесь процес усмоктування білкових продуктів триває близько чотирьох годин.
В ентероцитах частина пептидів розщеплюється до окремих амінокислот. Потім амінокислоти й пептиди переправляються транспортерами через протилежну мембрану й розносяться по всьому тілу з потоком крові. Амінокислотне харчування інших клітин організму відбувається за допомогою мембранних транспортерів амінокислот, а також заковтування й протеазного розщеплення зовнішніх білків і пептидів. Для запобігання надлишкових втрат амінокислот з організму в нирках відбувається усмоктування пептидів і амінокислот із крові в цілому схоже на усмоктування цих речовин у тонкій кишці.
Деякі амінокислоти, отримані в результаті травлення, використовуються для синтезу білків організму, а решта перетворюється на глюкозу в процесі глюконеогенезу або використовується в циклі Кребса. Використання білка як джерела енергії особливо важливе в умовах голоду, коли нестача енергії компенсується за рахунок власних білки організму, особливо м'язів. Амінокислоти також є важливим джерелом необхідного для функціонування організму азоту.
Регуляція транспорту й метаболізму амінокислот — складний, ще не досить вивчений процес. У ньому беруть участь різні системи організму, у тому числі нервова система, що відповідає за формування відчуття голоду й ситості в головному мозку .

### Незамінні амінокислоти
Рослини та певні мікроорганізми синтезують всі амінокислоти, що входять до складу їхніх білків, і можуть нагромаджувати запасні білки, а організм людини й інших тварин всіх амінокислот не синтезує, 10 так званих незамінних амінокислот повинні отримуватися з їжею. Основні ферменти в біосинтетичних шляхах, наприклад, аспартаткіназа, яка каталізує перший етап в утворенні лізину, метіоніну і треоніну з аспартату, відсутні у тварин. Але якщо амінокислоти є в достатку в навколишньому середовищі, навіть мікроорганізми зберігають енергію, транспортуючи амінокислоти всередину клітин і виключаючи свої біосинтетичні шляхи.

## Вимоги до дієти
Відбулися значні дебати щодо проблем, пов'язаних із потребами в білку. Кількість білка, необхідна в раціоні людини, значною мірою визначається загальним споживанням енергії, потребою організму в азоті та незамінних амінокислотах, масою і складом тіла, швидкістю росту людини, рівнем фізичної активності, енергією та вуглеводами. вживання, а також наявність захворювання або травми. Вимоги також є більшими в дитинстві для росту та розвитку, під час вагітності або при грудному вигодовуванні, щоб прогодувати дитину, або коли організму потрібно відновитися після недоїдання чи травми чи після операції.

## Потреба в харчовому білку